# Compsoctena quassa
Compsoctena quassa är en fjärilsart som beskrevs av Edward Meyrick 1921. Compsoctena quassa ingår i släktet Compsoctena och familjen Eriocottidae. Inga underarter finns listade i Catalogue of Life.